# Denton (Georgia)
Denton is een plaats (city) in de Amerikaanse staat Georgia, en valt bestuurlijk gezien onder Jeff Davis County.

## Demografie
Bij de volkstelling in 2000 werd het aantal inwoners vastgesteld op 269.
In 2006 is het aantal inwoners door het United States Census Bureau geschat op 287, een stijging van 18 (6,7%).

## Geografie
Volgens het United States Census Bureau beslaat de plaats een oppervlakte van
4,0 km², geheel bestaande uit land. Denton ligt op ongeveer 79 m boven zeeniveau.

## Plaatsen in de nabije omgeving
De onderstaande figuur toont nabijgelegen plaatsen in een straal van 28 km rond Denton.